# 瓜佐拉
瓜佐拉（義大利語：Guazzora），是意大利亚历山德里亚省的一个市镇。总面积2.91平方公里，人口324人，人口密度111.3人/平方公里（2009年）。ISTAT代码为006086。